# Paolo Allegra
Paolo Allegra (Novara, 2 dicembre 1950) è un politico italiano.

## Biografia
Docente universitario di filosofia, con il Partito Comunista Italiano è stato parlamentare alla Camera dei deputati per due legislature dal 1976 al 1983.

## Pubblicazioni
- 2014 - Etica e Democrazia. L'etica democratica tra valori e storia - Cittadella editore